# 大貫房吉
大貫 房吉（おおぬき ふさきち、1840年9月10日（天保11年8月15日） - 1912年（明治45年））は、明治時代の日本の実業家、政治家。

## 経歴
大貫与左衛門の男として、相模国高座郡大島村（神奈川県高座郡大沢村、相模原町を経て現相模原市緑区大島）に生まれる。1888年（明治21年）分家し戸主となる。1869年（明治2年）に横浜へ移り、1874年（明治7年）以降、大島屋を屋号に掲げ材木商を営む。
横浜商業会議所、同区会、市会議員を務めたほか、土木常設議員として市政に関与した。さらに横浜中央銀行、横浜貯蓄銀行取締役のほか、横浜衛生会社を立ち上げ社長を務めた。

## 親族
- 二男 大貫栄太郎（横浜市会議員）[2]